# Ivenack
Ivenack – gmina w Niemczech,  w kraju związkowym Meklemburgia-Pomorze Przednie, w powiecie Mecklenburgische Seenplatte, wchodząca w skład Związku Gmin Stavenhagen.

## Podział administracyjny
Dzielnice:
- Goddin
- Grischow
- Ivenack
- Markow
- Weitendorf
- Zolkendorf

## Toponimia
Nazwa pochodzenia połabskiego, pierwotna forma *Ivn’ak pochodzi od słowa iva „wierzba”.

## Przyroda
Na terenie gminy, w parku w Ivenack, rośnie kilka wiekowych dębów. Najgrubszy z nich jest także uznawany za na największy w Europie dąb szypułkowy pod względem objętości; wiek tego drzewa to ponad 800 lat. Jego obwód (na wysokości 1,3m od podstawy) w 2000 roku wynosił 1007 cm.

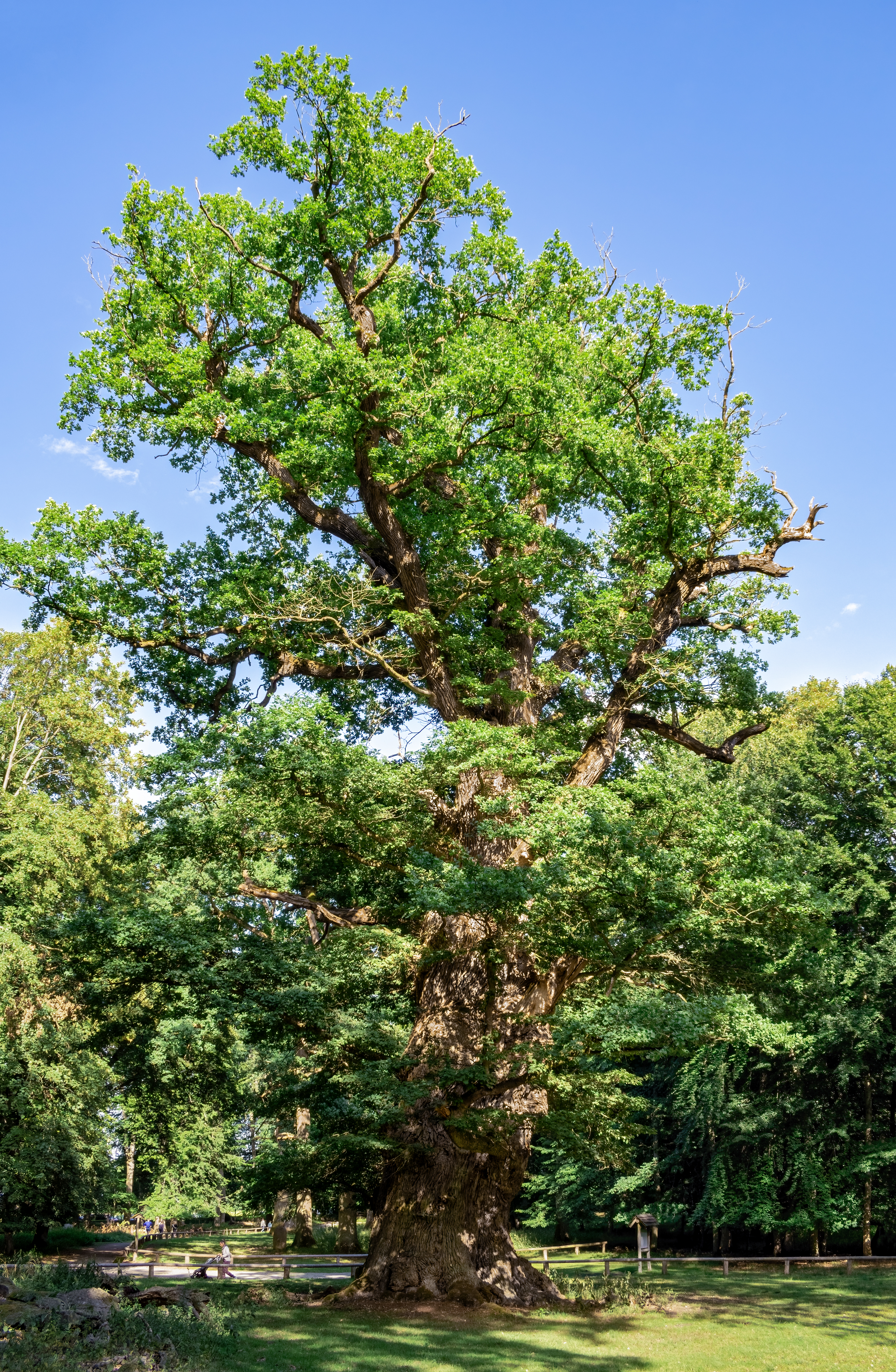
Największy z dębów w Ivenack
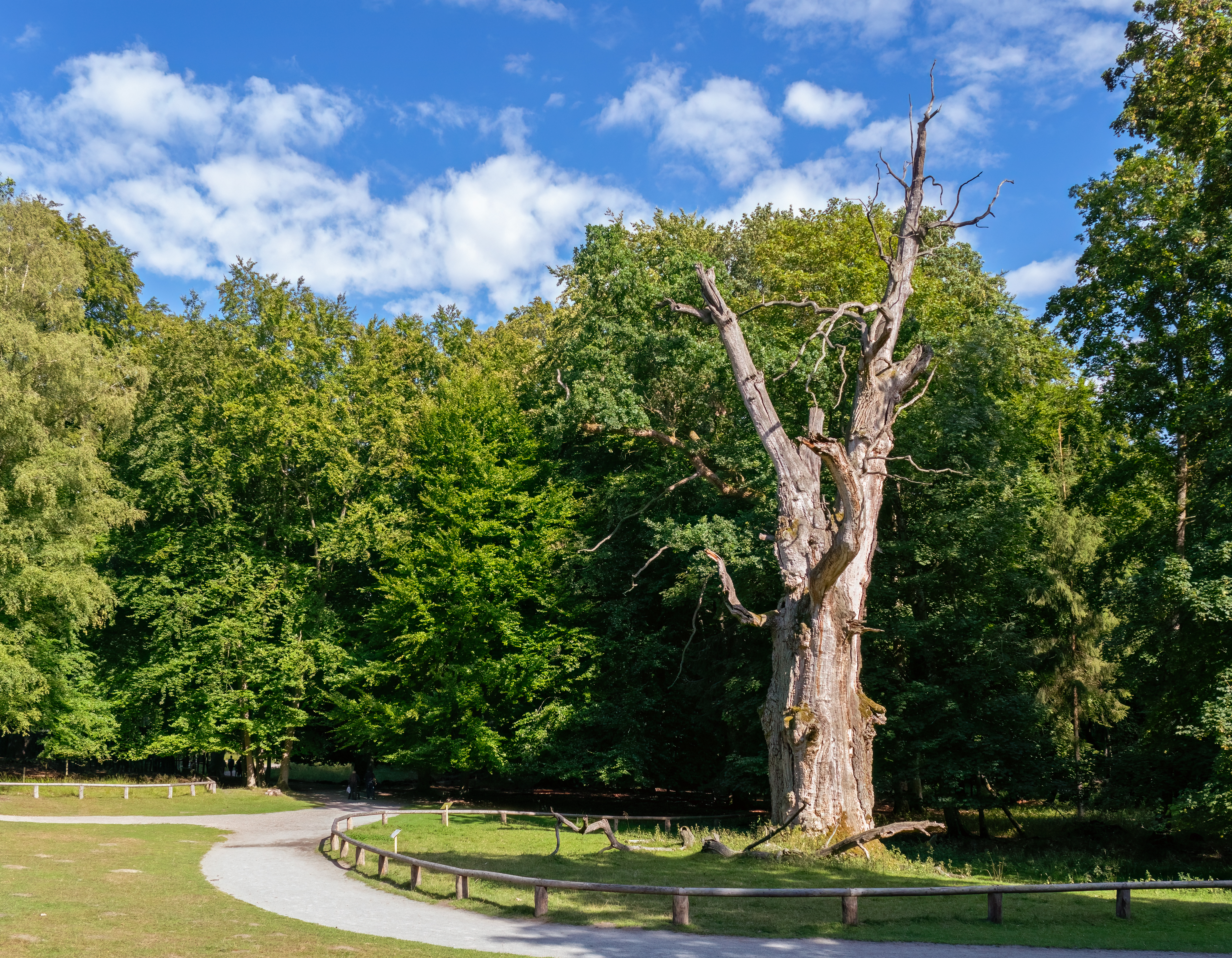
Trzeci najmocniejszy dąb w obszarze chronionym